# 藍帶新盲鰻
藍帶新盲鰻，（學名：[Neomyxine caesiovitta] 错误：{{Lang}}：文本有斜体标记（帮助））為盲鳗科盲鰻屬的其中一種，分布於西南太平洋紐西蘭北島東海岸海域，為特有種，深海魚類，棲息深度97-1198公尺，體細長，體後方側扁，眼退化為皮膚所覆蓋，體長可達64.8公分，棲息在泥底質海底，屬肉食性，沒有交配器官，性腺位於腹膜腔內，卵巢位於性腺的前部，睾丸位於性腺的後部，若性腺的顱部發育，則動物成為雌性；若性腺的尾部發生分化，則動物成為雄性，生活習性不明。